# Villamol
Villamol ist ein Ort und eine nordspanische Gemeinde (municipio) mit nur noch 136 Einwohnern (Stand: 2024) in der Provinz León in der autonomen Region Kastilien-León. 
Neben dem Hauptort Villamol besteht die Gemeinde aus den Ortschaften Villacalabuey und Villapeceñil.

## Lage und Klima
Villamol liegt im nördlichen Teil der Iberischen Hochebene (meseta) in einer Höhe von ca. 830 m. Die Provinzhauptstadt León befindet sich ca. 40 km (Fahrtstrecke) westnordwestlich. Das Klima im Winter ist kühl, im Sommer dagegen durchaus warm; die eher geringen Niederschlagsmengen (ca. 658 mm/Jahr) fallen – mit Ausnahme der nahezu regenlosen Sommermonate – verteilt übers ganze Jahr.

## Bevölkerungsentwicklung
| Jahr      | 1970 | 1981 | 1991 | 2001 | 2011 | 2021 |
| --------- | ---- | ---- | ---- | ---- | ---- | ---- |
| Einwohner | 518  | 411  | 300  | 235  | 180  | 150  |

Der deutliche Bevölkerungsrückgang seit den 1950er Jahren ist im Wesentlichen auf die Mechanisierung der Landwirtschaft sowie auf die Aufgabe von bäuerlichen Kleinbetrieben und den damit einhergehenden Verlust an Arbeitsplätzen zurückzuführen (Landflucht).

## Sehenswürdigkeiten
- Ruine des Augustinerklosters Santa María de Trianos
- Stephanuskirche

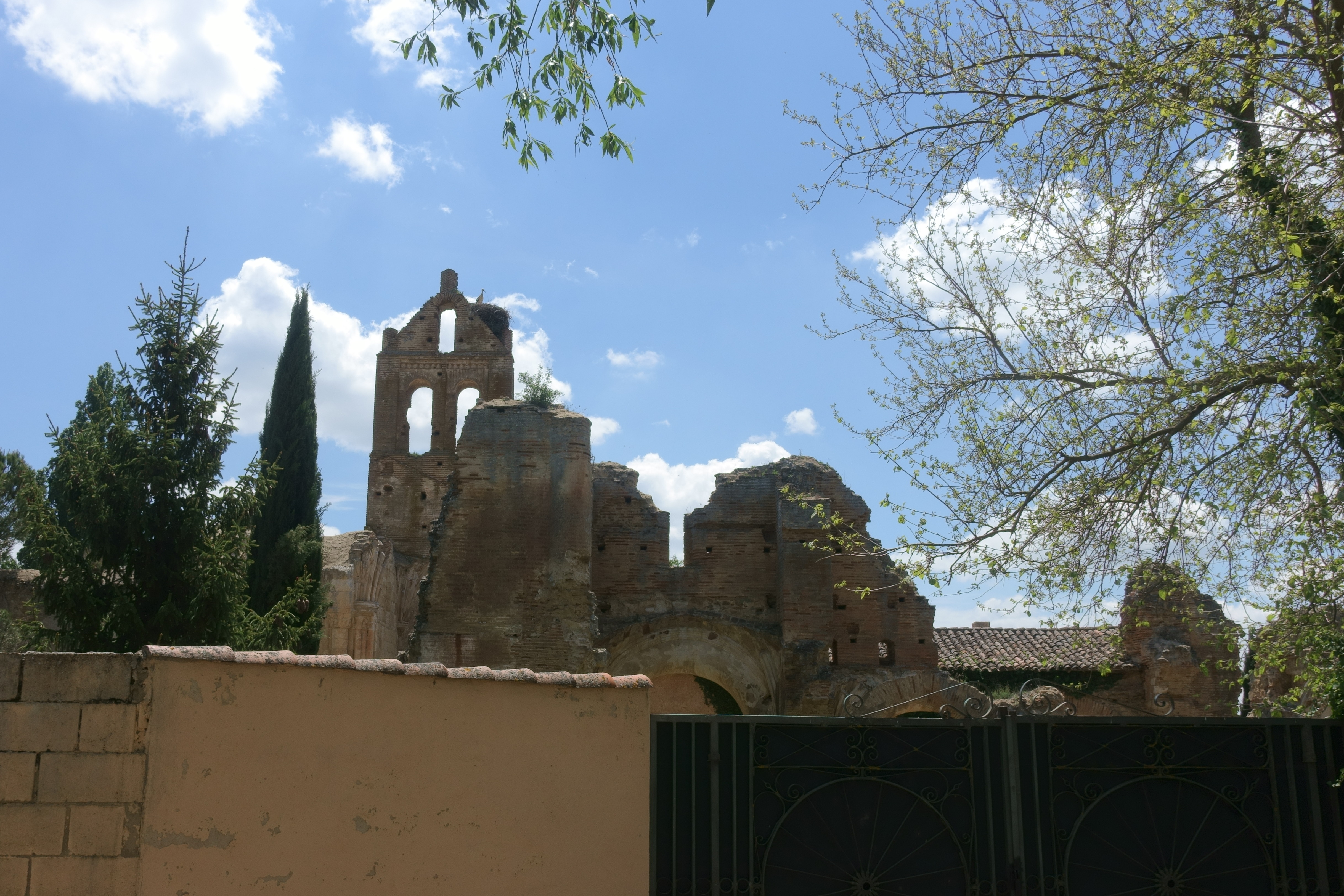
Klosterruine Santa María de Trianos
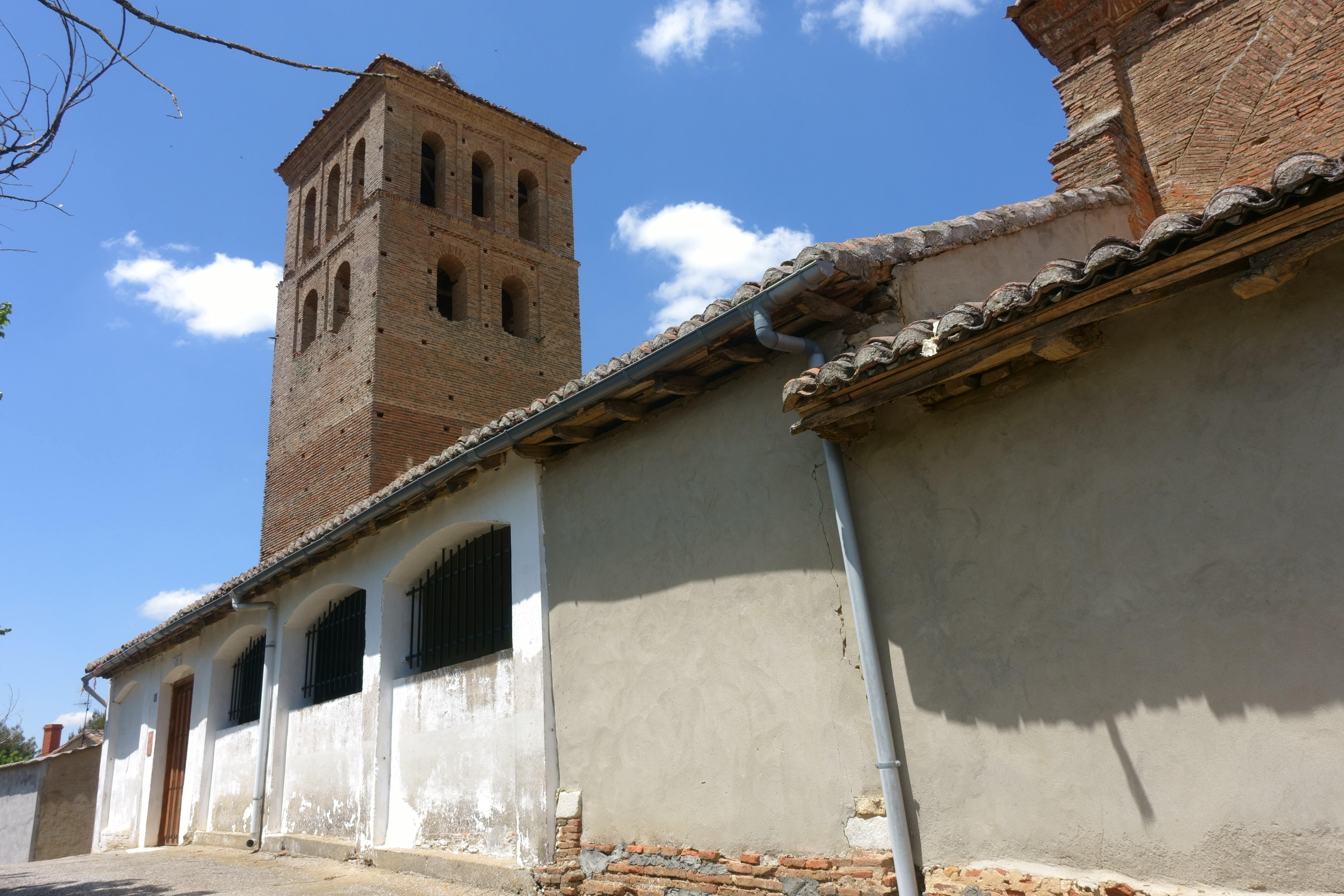
Stephanuskirche
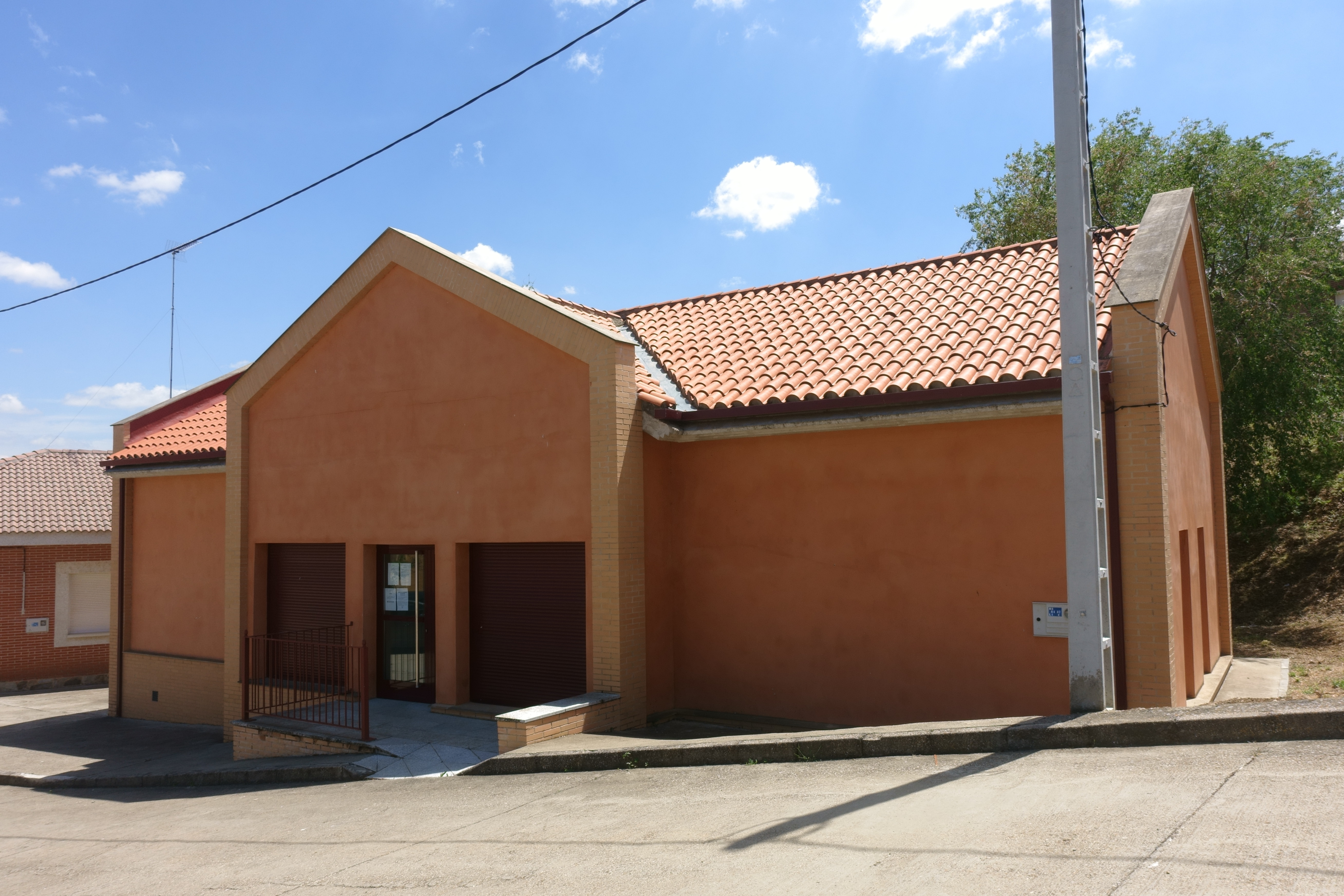
Rathaus